# Synanthedon
Synanthedon ist eine Gattung innerhalb der Familie der Glasflügler (Sesiidae) in der Ordnung der Schmetterlinge (Lepidoptera). Den Arten der Familie ist gemeinsam, dass sie durch Mimikry wehrhafte Hautflügler (Wespen, Bienen, Ameisen etc.) nachahmen. Einige Arten der Gattung gelten als Schädlinge in Land- und Forstwirtschaft (Beispielsweise der Apfelbaum-Glasflügler Synanthedon myopaeformis Borkh.).

## Name
„Synanthedon“ ist eine Zusammensetzung griechischer Begriffe: „σύν“ hat die Bedeutung „mit“, während „ανθεδων“ auf den Aufenthaltsort „Blüten“ hinweist („Mit Blüten“). Viele der Artnamen mit der Endung -formis verweisen auf die Hautflüglerarten, die nachgeahmt werden, während andere Namen auf die Wirtspflanze hinweisen (castanevora) oder auf die Verbreitung der Art anspielen (caucasica, colchidensis).

## Merkmale
Die auffälligsten Merkmale der ganz überwiegend tagaktiven Falter sind ihre größtenteils durchsichtigen Flügel, an denen in der Regel nur die Flügeladern und -ränder beschuppt sind und ihr äußeres Erscheinungsbild, das Hautflüglern stark ähnelt. Dies kommt daher, dass sie neben den durchsichtigen Flügeln eine wespen- oder bienenähnliche, meist gelbe Streifenfärbung haben. Diese Mimikry schützt sie vor Fressfeinden, die von den vermeintlich gefährlichen Tieren Abstand halten. Oft bestehen auch Ähnlichkeiten zu anderen Arten die Mimikry betreiben, wie zum Beispiel den Arten der Gattung Pyropteron.
Die Raupen der Glasflügler sind hell gefärbt und haben meist einen dunklen Kopf und erinnern in ihrer Erscheinung an Käferlarven. Sie leben und bohren in den Ästen, Stängeln oder Wurzeln von Pflanzen. Sie durchlaufen oft ein langes, mehrjähriges Larvalstadium.

## Verbreitung
Die Glasflügler sind auf allen Kontinenten mit Ausnahme der Antarktis beheimatet, der Verbreitungsschwerpunkt liegt jedoch in den Tropen.

## Arten
- Schneeball-Glasflügler (Synanthedon andrenaeformis) (Laspeyres, 1801)
  - Synanthedon andrenaeformis andrenaeformis (Laspeyres, 1801)
  - Synanthedon andrenaeformis tenuicingulata Špatenka, 1997
- Synanthedon bicingulata (Staudinger, 1887)
- Synanthedon castanevora  Yang & Wang, 1989
- Synanthedon caucasica  Gorbunov, 1986
- Synanthedon cephiformis (Ochsenheimer, 1808)
- Synanthedon cerskisi  Gorbunov, 1994
- Synanthedon codeti (Oberthür, 1881)
- Synanthedon colchidensis Špatenka & Gorbunov, 1992
- Dickkopffliegen-Glasflügler (Synanthedon conopiformis) (Esper, 1782)
- Synanthedon cruciati  Bettag & Bläsius, 2002
- Kleiner Birken-Glasflügler (Synanthedon culiciformis) (Linnaeus, 1758)
- Synanthedon esperi  Špatenka & Arita, 1992
- Synanthedon flaviventris (Staudinger, 1883)
- Weiden-Glasflügler (Synanthedon formicaeformis) (Esper, 1783)
- Synanthedon fukuzumii  Špatenka & Arita, 1992
- Synanthedon geranii  Kallies, 1997
- Synanthedon haitangvora  Yang, 1977
- Synanthedon hector (Butler, 1878)
- Synanthedon heilongjiangana  Zhang, 1987 (nomen nudum)
- Synanthedon hippophae  Xu, 1997
- Synanthedon hongye  Yang, 1977
- Synanthedon loranthi (Králícek, 1966)
- Synanthedon martjanovi  Sheljuzhko, 1918
- Synanthedon melliniformis (Laspeyres, 1801)
- Synanthedon mesiaeformis (Herrich-Schäffer, 1846)
- Synanthedon moupinicola  Strand, 1925
- Synanthedon multitarsus  Špatenka & Arita, 1992
- Apfelbaum-Glasflügler (Synanthedon myopaeformis) (Borkhausen, 1789)
  - Synanthedon myopaeformis myopaeformis (Borkhausen, 1789)
  - Synanthedon myopaeformis typhiaeformis (Borkhausen, 1789)
  - Synanthedon myopaeformis cruentata (Mann, 1859)
  - Synanthedon myopaeformis graeca (Staudinger, 1871)
  - Synanthedon myopaeformis luctuosa (Lederer, 1853)
- Synanthedon pamphyla  Kallies, 2003
- Synanthedon pipiziformis (Lederer, 1855)
- Synanthedon polaris (Staudinger, 1877)
- Synanthedon producta (Matsumura, 1931)
- Synanthedon pseudoscoliaeformis  Špatenka & Arita, 1992
- Synanthedon quercus (Matsumura, 1911)
- Synanthedon scoliaeformis (Borkhausen, 1789)
  - Synanthedon scoliaeformis scoliaeformis (Borkhausen, 1789)
  - Synanthedon scoliaeformis japonica Špatenka & Arita, 1992
- Synanthedon serica (Alpheraky, 1882)
- Synanthedon sodalis  Püngeler, 1912
- Heckenkirschen-Glasflügler (Synanthedon soffneri)  Špatenka, 1983
- Synanthedon spatenkai  Gorbunov, 1991
- Erlen-Glasflügler (Synanthedon spheciformis) ([Denis & Schiffermüller], 1775)
- Spulers Glasflügler (Synanthedon spuleri) (Fuchs, 1908)
- Faulbaum-Glasflügler (Synanthedon stomoxiformis) (Hübner, 1790)
  - Synanthedon stomoxiformis stomoxiformis (Hübner, 1790)
  - Synanthedon stomoxiformis riefenstahli Špatenka, 1997
  - Synanthedon stomoxiformis amasina (Staudinger, 1856)
  - Synanthedon stomoxiformis levantina de Freina & Lingenhöle, 2000
- Synanthedon syriaca  Špatenka, 2001
- Synanthedon rubiana  Kallies, Petersen & Riefenstahl, 1998
- Synanthedon talischensis (Bartel, 1906)
- Synanthedon tenuis (Butler, 1878)
- Tamarisken-Glasflügler (Synanthedon theryi)  Le Cerf, 1916
- Johannisbeer-Glasflügler (Synanthedon tipuliformis) (Clerck, 1759)
- Synanthedon tosevskii  Špatenka, 1987
- Synanthedon ulmicola  Yang & Wang, 1989
- Synanthedon unocingulata  Bartel, 1912
- Synanthedon uralensis (Bartel, 1906)
- Synanthedon velox (Fixsen, 1887)
- Wespen-Glasflügler (Synanthedon vespiformis) (Linnaeus, 1761)
- Synanthedon yanoi  Špatenka & Arita, 1992
- Synanthedon acerni (Clemens, 1860)
- Synanthedon acerrubri  Engelhardt, 1925
- Synanthedon albicornis (Edwards, 1881)
- Synanthedon alleri (Engelhardt, 1946)
- Synanthedon arctica (Beutenmüller, 1900)
- Synanthedon arizonensis (Beutenmüller, 1916)
- Synanthedon arkansasensis  Duckworth & Eichlin, 1973
- Synanthedon bibionipennis (Boisduval, 1869)
- Synanthedon bolteri (Edwards, 1883)
- Synanthedon canadensis  Duckworth & Eichlin, 1973
- Synanthedon castaneae (Busck, 1913)
- Synanthedon chrysidipennis (Boisduval, 1869)
- Synanthedon decipiens (Edwards, 1881)
- Synanthedon dominicki  Duckworth & Eichlin, 1973
- Synanthedon exitiosa (Say, 1823)
- Synanthedon fatifera  Hodges, 1963
- Synanthedon fulvipes (Harris, 1839)
- Synanthedon geliformis (Walker, 1856)
- Synanthedon helenis (Engelhardt, 1946)
- Synanthedon kathyae  Duckworth & Eichlin, 1977
- Synanthedon mellinipennis (Boisduval, 1836)
- Synanthedon novaroensis (Edwards, 1881:199)
- Synanthedon pictipes (Grote & Robinson, 1868)
- Synanthedon pini (Kellicott, 1881)
- Synanthedon polygoni (Edwards, 1881)
- Synanthedon proxima (Edwards, 1881)
- Synanthedon pyri (Harris, 1830)
- Synanthedon refulgens (Edwards, 1881)
- Synanthedon resplendens (Edwards, 1881)
- Synanthedon rhododendri (Beutenmüller, 1909)
- Synanthedon richardsi (Engelhardt, 1946)
- Synanthedon rileyana (Edwards, 1881)
- Synanthedon rubrofascia (Edwards, 1881)
- Synanthedon sapygaeformis (Walker, 1856)
- Synanthedon saxifragae (Edwards, 1881)
- Synanthedon scitula (Harris, 1839)
- Synanthedon sequoiae (Edwards, 1881)
- Synanthedon sigmoidea (Beutenmüller, 1897)
- Synanthedon viburni  Engelhardt, 1925
- Synanthedon aequalis (Walker, [1865])
- Synanthedon apicalis (Walker, [1865])
- Synanthedon bosqi  Köhler, 1941
- Synanthedon caeruleifascia (Rothschild, 1911)
- Synanthedon cardinalis (Dampf, 1930)
- Synanthedon caternaulti  Strand, 1925
- Synanthedon cerceriformis (Walker, 1856)
- Synanthedon ceres (Druce, 1883)
- Synanthedon cubana (Herrich-Schäffer, 1866)
- Synanthedon dasyproctos (Zukowsky, 1936b)
- Synanthedon drucei  Heppner & Duckworth, 1981
- Synanthedon flavostigma  Zukowsky, 1936
- Synanthedon glyptaeformis (Walker, 1856)
- Synanthedon haemorrhoidalis (Fabricius, 1775)
- Synanthedon halmyris (Druce, 1889)
- Synanthedon hela (Druce, 1889)
- Synanthedon hemigymna  Zukowsky, 1936
- Synanthedon hermione (Druce, 1889)
- Synanthedon hippolyte (Druce, 1889)
- Synanthedon laticincta (Burmeister, 1878)
- Synanthedon lecerfi  Heppner & Duckworth, 1981
- Synanthedon lemoulti  Le Cerf, 1917
- Synanthedon mardia (Druce, 1892)
- Synanthedon martenii  Zukowsky, 1936
- Synanthedon modesta (Butler, 1874)
- Synanthedon myrmosaepennis (Walker, 1856)
- Synanthedon nannion  Bryk, 1953
- Synanthedon neotropica  Heppner & Duckworth, 1981
- Synanthedon opiiformis (Walker, 1856)
- Synanthedon peltastiformis (Walker, 1856)
- Synanthedon peruviana (Rothschild, 1911)
- Synanthedon plagiophleps  Zukowsky, 1936
- Synanthedon proserpina (Druce, 1883)
- Synanthedon pulchripennis (Walker, [1865])
- Synanthedon romani  Bryk, 1953
- Synanthedon rhyssaeformis (Walker, 1856)
- Synanthedon santanna (Kaye, 1925)
- Synanthedon scarabitis (Meyrick, 1921)
- Synanthedon sciophilaeformis (Walker, 1856)
- Synanthedon scythropa  Zukowsky, 1936
- Synanthedon sellustiformis (Druce, 1883)
- Synanthedon tetranoma (Meyrick, 1932)
- Synanthedon tryphoniformis (Walker, 1856)
- Synanthedon ventralis (Druce, 1911)
- Synanthedon xanthonympha (Meyrick, 1921)
- Synanthedon aericincta (Meyrick, 1928)
- Synanthedon africana (Le Cerf, 1917)
- Synanthedon alenica (Strand, [1913])
- Synanthedon astyarcha (Meyrick, 1930)
- Synanthedon aulograpta (Meyrick, 1934)
- Synanthedon auripes (Hampson, 1910a)
- Synanthedon beutenmuelleri  Heppner & Duckworth, 1981
- Synanthedon bifenestrata  Gaede, 1929
- Synanthedon chlorothyris (Meyrick, 1935)
- Synanthedon chrysonympha (Meyrick, 1932)
- Synanthedon citrura (Meyrick, 1927)
- Synanthedon cyanescens (Hampson, 1910)
- Synanthedon cyanospira (Meyrick, 1928)
- Synanthedon dasysceles  Bradley, 1968
- Synanthedon dybowskii (Le Cerf, 1917)
- Synanthedon erythrogama (Meyrick, 1934)
- Synanthedon erythromma  Hampson, 1919
- Synanthedon ethiopica (Hampson, 1919)
- Synanthedon exochiformis (Walker, 1856)
- Synanthedon ferox (Meyrick, 1929)
- Synanthedon flavipalpis (Hampson, 1910)
- Synanthedon flavipectus (Hampson, 1910)
- Synanthedon gabuna (Beutenmüller, 1899)
- Synanthedon gracilis (Hampson, 1910)
- Synanthedon guineabia (Strand, [1913])
- Synanthedon hadassa (Meyrick, 1932)
- Synanthedon iris  Le Cerf, 1916
- Synanthedon leptomorpha (Meyrick, 1931)
- Synanthedon leptosceles  Bradley, 1968
- Synanthedon leucogaster (Hampson, 1919)
- Synanthedon maculiventris  Le Cerf, 1916
- Synanthedon mercatrix (Meyrick, 1931)
- Synanthedon mesochoriformis (Walker, 1856)
- Synanthedon monogama (Meyrick, 1932)
- Synanthedon monozona (Hampson, 1910)
- Synanthedon nuba (Beutenmüller, 1899)
- Synanthedon nyanga (Beutenmüller, 1899)
- Synanthedon olenda (Beutenmüller, 1899)
- Synanthedon pauper (Le Cerf, 1916)
- Synanthedon peltata (Meyrick, 1932)
- Synanthedon phaedrostoma (Meyrick, 1934)
- Synanthedon platyuriformis (Walker, 1856)
- Synanthedon pyrethra (Hampson, 1910)
- Synanthedon rhodia (Druce, 1899)
- Synanthedon rubripalpis (Meyrick, 1932)
- Synanthedon rubripicta  Hampson, 1919
- Synanthedon squamata (Gaede, 1929)
- Synanthedon stenothyris (Meyrick, 1933)
- Synanthedon trithyris (Meyrick, 1926)
- Synanthedon xanthopyga (Aurivillius, 1905)
- Synanthedon anisozona (Meyrick, 1918)
- Synanthedon aurania (Druce, 1899)
- Synanthedon auriplena (Walker, [1865])
- Synanthedon auritincta (Wileman & South, 1918)
- Synanthedon bellatula  Wang & Yang, 2002
- Synanthedon calamis (Druce, 1899)
- Synanthedon catalina  Meyrick, 1926
- Synanthedon cerulipes (Hampson, 1900)
- Synanthedon chalybea (Walker, 1862)
- Synanthedon cinnamomumvora  Wang & Yang, 2002
- Synanthedon cirrhozona  Diakonoff, [1968]
- Synanthedon clavicornis (Walker, [1865])
- Synanthedon concavifascia  Le Cerf, 1916
- Synanthedon flavicaudata (Moore, 1887)
- Synanthedon flavicincta (Hampson, [1893])
- Synanthedon flavipalpus (Hampson, [1893])
- Synanthedon howqua (Moore, 1877)
- Synanthedon hunanensis  Xu & Liu, 1992
- Synanthedon ignifera (Hampson, [1893])
- Synanthedon javana  Le Cerf, 1916
- Synanthedon kunmingensis  Yang & Wang, 1989
- Synanthedon laticivora (Meyrick, 1927)
- Synanthedon menglaensis  Yang & Wang, 1989
- Synanthedon minplebia  Wang & Yang, 2002
- Synanthedon moganensis  Yang & Wang, 1992
- Synanthedon mushana (Matsumura, 1931)
- Synanthedon nautica (Meyrick, 1932)
- Synanthedon orientalis  Heppner & Duckworth, 1981
- Synanthedon pensilis (Swinhoe, 1892)
- Synanthedon phasiaeformis (Felder, 1861)
- Synanthedon pyrodisca (Hampson, 1910)
- Synanthedon rhodothictis (Meyrick, 1918)
- Synanthedon sassafras  Xu, 1997
- Synanthedon simois (Druce, 1899)
- Synanthedon sphenodes  Diakonoff, [1968]
- Synanthedon subaurata  Le Cerf, 1916b
- Synanthedon tenuiventris  Le Cerf, 1916
- Synanthedon uranauges (Meyrick, 1926)
- Synanthedon versicolor  Le Cerf, 1916
- Synanthedon xanthosoma (Hampson, [1893])
- Synanthedon xanthozonata (Hampson, 1895)
- Synanthedon cupreifascia (Miskin, 1892)